# Symboly vojenských újezdů České republiky
Symboly vojenských újezdů České republiky představuje přehled všech symbolů (znaků a vlajek) vojenských újezdů – části státního území, které jsou zvlášť vyhrazeny k výcviku nebo působení ozbrojených sil, především armády.
V současnosti v Česku existují 4 vojenské újezdy, dalších šest bylo zrušeno. Všechny současné újezdy užívají vlastní symboly, z bývalých získal vlastní symboly pouze jeden. Symboly vojenských újezdů eviduje Registr komunálních symbolů.

## Přehled přijetí symbolů vojenských újezdů
Symboly byly uděleny podle § 34a zákona č. 128/2000 Sb., o obcích (obecní zřízení), a v souladu s § 29 odst. 3) zákona č. 90/1995 Sb., o jednacím řádu Poslanecké sněmovny, ve znění pozdějších předpisů, přestože se zákon o obcích na vojenské újezdy nevztahuje.
| Vojenský újezd          | Okres               | Kraj              | Datum rozhodnutí                       | Číslo rozhodnutí | Zdroje    |
| Stávající               | Stávající           | Stávající         | Stávající                              | Stávající        | Stávající |
| ----------------------- | ------------------- | ----------------- | -------------------------------------- | ---------------- | --------- |
| Vojenský újezd Boletice | Okres Český Krumlov | Jihočeský kraj    | 11. května 2006                        | 70               | [ 3 ]     |
| Vojenský újezd Březina  | Okres Vyškov        | Jihomoravský kraj | 28. listopadu 2000                     | 74               | [ 4 ]     |
| Vojenský újezd Hradiště | Okres Karlovy Vary  | Karlovarský kraj  | 11. května 2006                        | 70               | [ 5 ]     |
| Vojenský újezd Libavá   | Okres Olomouc       | Olomoucký kraj    |                                        |                  |           |
| Zaniklé                 |                     |                   |                                        |                  |           |
| Vojenský újezd Brdy     | Okres Příbram       | Středočeský kraj  | 11. května 2006 zanikl k 1. lednu 2016 | 70               | [ 6 ]     |

## Stávající vojenské újezdy
Vojenský újezd Boletice
Symboly přijaty 11. května 2006, rozhodnutím č. 70.
Znak: Ve stříbrno-zeleně zvýšeně děleném štítě nahoře položená zelená berla, vlevo přeložená červenou růží se zlatým semeníkem a zelenými kališními lístky, dole zkřížené stříbrné meče.
Vlajka: Ve stříbrno-zeleně zvýšeně děleném štítě nahoře položená zelená berla, vlevo přeložená červenou růží se zlatým semeníkem a zelenými kališními lístky, dole zkřížené stříbrné meče.

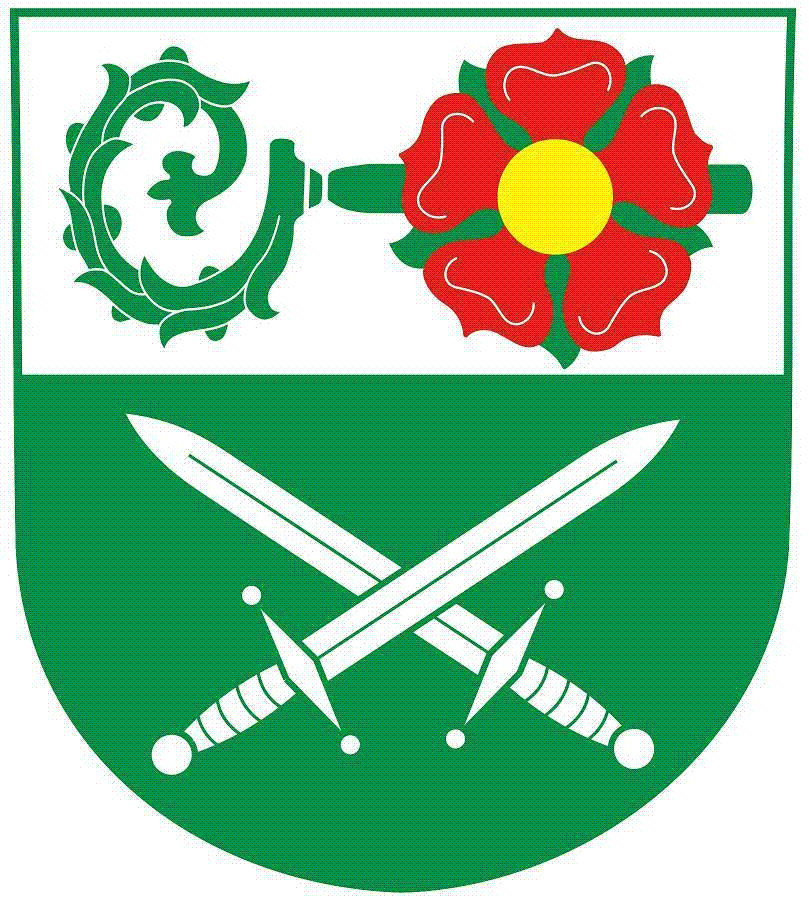
Znak Vojenského újezdu Boletice
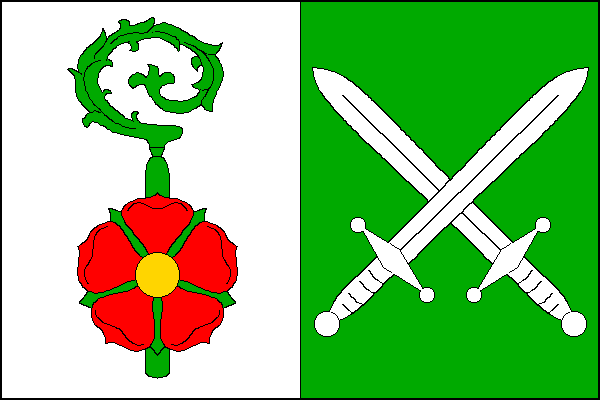
Znak Vojenského újezdu Boletice Poměr stran: 2:3

Vojenský újezd Březina
Symboly přijaty 28. listopadu 2000, rozhodnutím č. 74.
Znak: V zeleném štítě pod stříbrnou hlavou se šesti zelenými věžemi s cimbuřím a prázdnými branami šest stříbrných kuželů, pod nimi šest stříbrných věží s cimbuřím a prázdnými branami.
Vlajka: List tvoří tři svislé pruhy, bílý, zelený se šesti bílými rovnoramennými trojúhelníky a zelený. Vrcholy trojúhelníku jsou na žerďovém okraji středního pruhu a základny na vlajícím okraji středního pruhu. Poměr šířky k délce listu je 2:3.

Znak Vojenského újezdu Březina
Vlajka Vojenského újezdu Březina Poměr stran: 2:3

Vojenský újezd Hradiště
Symboly přijaty 11. května 2006, rozhodnutím č. 70.
Znak: V zeleném štítě nad zlatou palisádou zkřížené postavené stříbrné meče, nad nimi stříbrná růže se zlatým semeníkem a zelenými kališními lístky.
Vlajka: List tvoří dva vodorovné pruhy, zelený a žlutý pilovitý se šesti zuby, v poměru 3:1. V zeleném pruhu zkřížené bílé meče hroty dolů, mezi jílci bílá růže se žlutým semeníkem a zelenými kališními lístky. Poměr šířky k délce listu je 2:3.

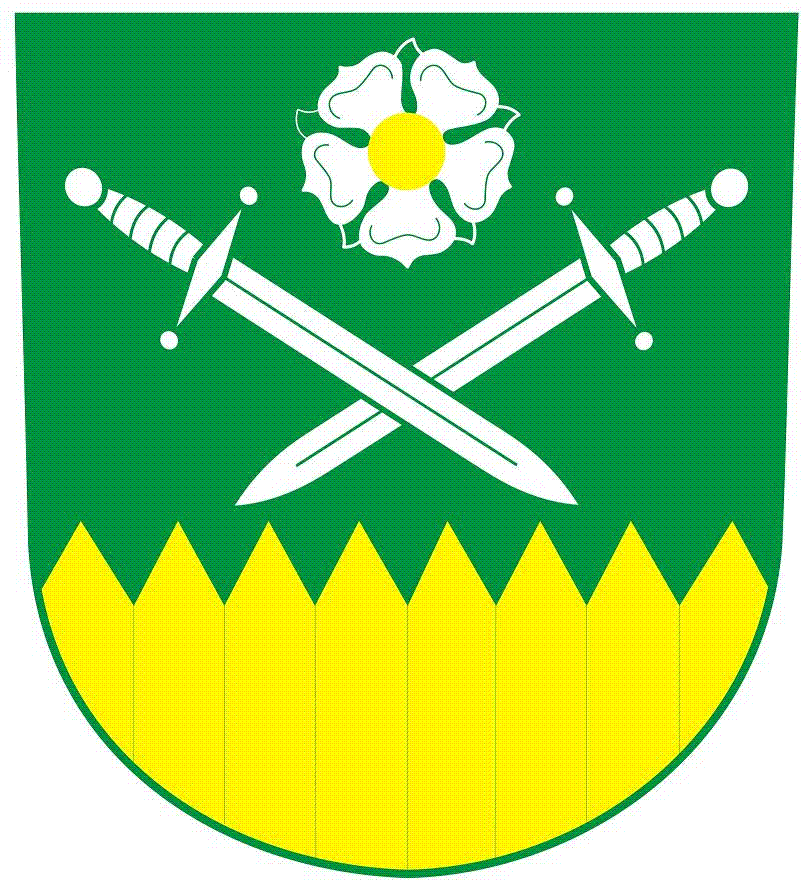
Znak Vojenského újezdu Hradiště
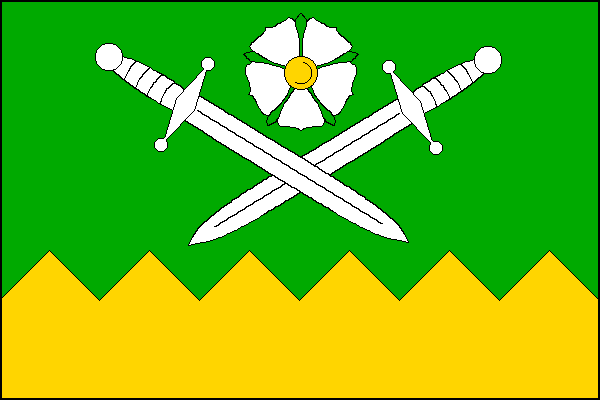
Vlajka Vojenského újezdu Hradiště Poměr stran: 2:3

Vojenský újezd Libavá
Je známý pouze znak vojenského újezdu, přijatého v roce 2017 (znak byl propůjčen dne 20. února 2017 schválením Radou obce Město Libavá číslo 45, usnesením číslo 10). Znak je totožný s původním znakem, který používala obec Libavá, pravděpodobně od roku 1344 do roku 1629. Toho roku byl znak povýšen a je společně s heraldickou vlajkou od roku 2016 (rozhodnutí č. 56 z 8. listopadu 2016) užíván Městem Libavá.
Vojenský újezd (a tím i jeho symboly) však není uveden v REKOSu.
Znak: Ve španělském, děleném štítě jsou v horním, červeném poli tři stříbrné špice, dolní pole je pokosem rozděleno modro-stříbrně.

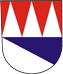
Znak Vojenského újezdu Libavá
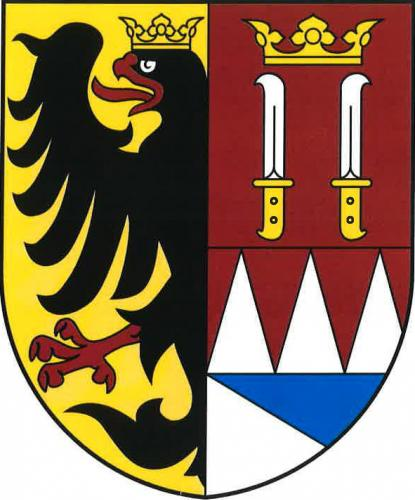
Znak Města Libavá (pro porovnání)

## Zaniklé vojenské újezdy
Z bývalých vojenských újezdů získal vlastní symboly pouze jeden. Ostatní zanikly již před boomem přijímání vlajek nižších územních celků v Česku:
Vojenský újezd Brdy
Symboly přijaty 11. května 2006, rozhodnutím č. 70.
Znak: Ve stříbrno-modře polceném štítě nad třemi vrchy opačných barev zkřížené, modro-zlatě polcené meče, vpravo dole zlatý zajíc ve skoku, vlevo modrá lilie.
Vlajka: Bílo-modře čtvrcený list. V horní polovině zkřížené meče hroty nahoru, v bílém poli modré, v modrém poli žluté. V dolním žerďovém poli žlutý zajíc ve skoku, v dolním vlajícím poli modrá lilie. Poměr šířky k délce listu je 2:3.
Újezd zanikl k 1. lednu 2016.

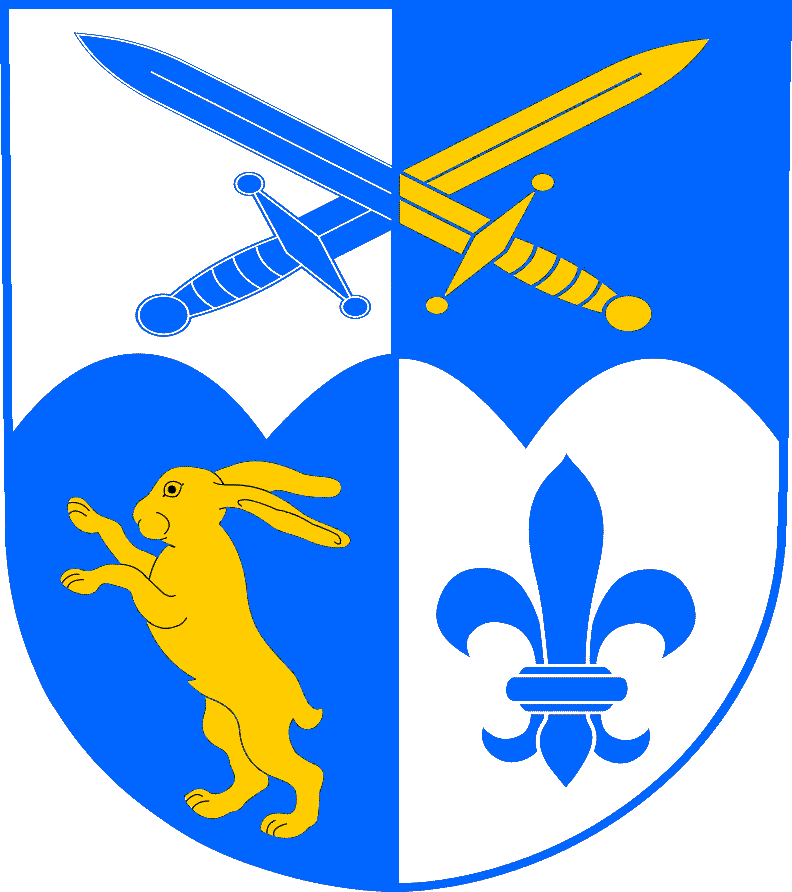
Znak zaniklého Vojenského újezdu Brdy (2006–2015)
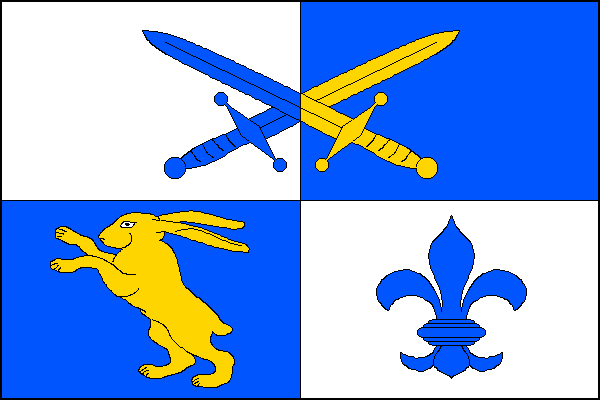
Vlajka zaniklého Vojenského újezdu Brdy (2006–2015) Poměr stran: 2:3